# Bežanija
Bežanija, en cirílico Бежанија, es un barrio de Belgrado, la capital de Serbia. Se localiza en el municipio de Novi Beograd. En 2002, contaba con una población de 13378 habitantes

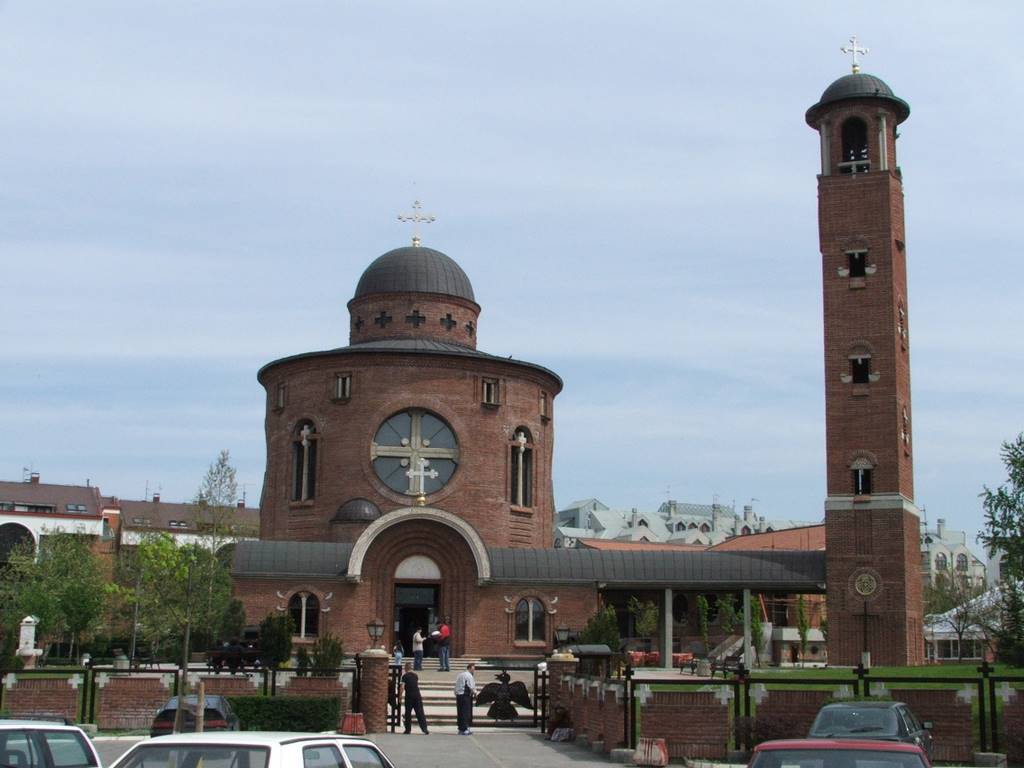
La iglesia de San Basilio de Ostrog.

## Localización
Bežanija se sitúa al oeste del centro de Belgrado, en la orilla opuesta del río Sava, en la región de Sirmia. El barrio se encuentra en la parte central del municipio de Novi Beograd. Otrora considerado como un suburbio de Belgrado, Bežanija es hoy día un barrio totalmente urbanizado, desarrollándose al mismo tiempo que Novi Beograd tras la Segunda Guerra Mundial.

## Historia
Bežanija es la parte urbana más antigua del municipio de Novi Beograd. El lugar parece haber existido desde tiempos neolíticos. Bežanija es mencionada por primera vez bajo su actual nombre en 1512. En esos tiempos era una aldea formada por serbios huyendo de la ocupación otomana En 1718, el lugar es anexado a las posesiones de los Habsburgo. En 1918, tras la Primera Guerra Mundial, Bežanija pasa a manos de Serbia. En 1927 se inaugura en el suburbio el primer aeropuerto de Belgrado, el Aeropuerto de Zemun-Bežanija.
En 1929 la población es incorporada a Belgrado. Tras la Segunda Guerra Mundial, en 1948, comienza la construcción de Novi Beograd y Bežanija es incorporada al municipio de Novi Beograd en 1955. El lugar sufrió bombardeos de la OTAN en 1999, dañando severamente la principal planta eléctrica del oeste de Belgrado.
- Datos: Q2742417
- Multimedia: Bežanija / Q2742417